# Herbert Brereton Baker
Pour les articles homonymes, voir Baker.
Herbert Brereton Baker (25 juin 1862-27 avril 1935) est un chimiste britannique.

## Biographie
Il est né à Livesey, Lancashire, le deuxième fils du révérend John Baker, vicaire de St Johns, Livesey, et Caroline Baker. Il fait ses études localement et à la Manchester Grammar School. Il obtient une bourse d'études à Balliol College, où il obtient une maîtrise.
Il commence sa carrière comme instituteur au Dulwich College ensuite est muté à Oxford en tant que lecteur de chimie et plus tard est nommé professeur à l'Imperial College, à Londres.
Il mène des études pionnières sur les effets du séchage sur les produits chimiques et l'effet catalyseur de l'humidité dans les réactions chimiques. 
En juin 1902, il est élu Fellow de la Royal Society et, en 1923, reçoit la Médaille Davy pour « ses recherches sur le séchage complet des gaz et des liquides ».
Il est fait Commandeur de l'Empire Britannique en 1917.